# Kelder-glansslak
De kelder-glansslak (Oxychilus cellarius) is een slakkensoort uit de familie van de Oxychilidae. De wetenschappelijke naam van de soort werd in 1774 voor het eerst geldig gepubliceerd door Otto Friedrich Müller.

## Kenmerken
Het rechtsgewonden slakkenhuisje is bijna schijfvormig met zeer weinig verhoogde schroefdraad. Het meet 9 tot 11 mm, zelden tot 14 mm in diameter en 4,5 tot 6 mm hoog. Het heeft 5,5 tot 6 windingen, die langzaam en regelmatig toenemen. De laatste winding is niet significant verbreed. Het is aanzienlijk minder dan twee keer zo breed als de vorige winding. De mondopening is transversaal elliptisch, afgezien van de incisie van de vorige krans. De mondrand is recht en puntig. De navel is klein, trechtervormig en open.
Het huisje is aan de bovenzijde grijsgeel, aan de onderzijde veel lichter en lichtgeel. Dienovereenkomstig is de bovenzijde transparant en de onderzijde ondoorzichtig. Het oppervlak is bijna glad en glanzend. Er worden alleen zwakke groeilijnen gevormd. Het lichaam van de slak is grijsblauw, de voet is lichtgrijs. Meer zelden is het hele lichaam lichtgeel; dan is het lichaam van het dier ook lichtgeel. Donker gekleurde dieren komen ook voor.

### Vergelijkbare soorten
De laatste winding is bij de kelder-glansslak iets smaller dan bij de grote glansslak (Oxychilus draparnaudi). Ook deze laatste soort is gemiddeld iets groter. De Zwitserse glansslak (Oxychilus navarricus) en de lookglansslak (Oxychilus alliarius) zijn beduidend kleiner en hebben een duidelijk opstaande naad.

## Geografische spreiding en leefgebied
Het verspreidingsgebied van deze soort omvat West-Europa (Iberisch Schiereiland, Frankrijk, Benelux-landen, Britse Eilanden waaronder de Hebriden, Orkney-eilanden en Shetlandeilanden), Centraal-Europa (onder andere Duitsland, Zwitserland, Tsjechië, Oostenrijk, Slovenië en delen van Kroatië) en delen van Noord-Europa (Scandinavië langs de Noorse kust tot de poolcirkel en verder, Zuid-Zweden, zuidkust van Finland). De oostelijke verspreidingsgrens loopt door Polen en West-Slowakije. In Oost-Europa zijn er verder alleen geïsoleerde voorvallen in de Baltische staten, in het westen van Rusland en Oekraïne. In het zuiden loopt de verspreidingsgrens ongeveer in het midden van de Italiaanse laars, op de Balkan is er een geïsoleerd voorkomen in Servië. In Zwitserland stijgt het tot 1.800 meter boven de zeespiegel. Inmiddels is de soort echter bijna wereldwijd geïntroduceerd.
De kelder glansslak komt voor in vochtige loofbossen onder bladeren, dood hout, steenpuin en in grotten, maar de soort komt ook veel voor in cultuurgrond, tuinen, achtertuinen en parken, onder steenpuin, in vochtige kelders, rottend hout en vuilnishopen, ook in grotten en kelders. De soort verdraagt ook kalkvrije bodems en komt bijvoorbeeld in Groot-Brittannië voor in heidegebieden, die verder door zeer weinig soorten slakken worden bewoond.

## Voortplanting en levensstijl
Het leggen van eieren vindt plaats tussen februari en oktober. Een individu legt tussen de 25 en 45 eieren. De eieren zijn 1,3 tot 1,5 mm in diameter. Ze zijn glad en melkachtig wit. De jongen komen na 12 tot 16 dagen uit. Het volgende jaar zijn ze geslachtsrijp.
Volgens veel auteurs zou de soort overwegend vleesetend zijn en andere slakken en hun eieren eten. Na onderzoek van de uitwerpselen van de soort, stelde Ewald Frömming vast dat de dieren zich voornamelijk voeden met planten en afval. Naast plantenresten kunnen plantenharen en stuifmeel, waaronder ook veel kwartskorrels, die duidelijk wijzen op bodemschade, waaronder de bodemflora en -fauna. De kelder-glansslak eet echter ook de eieren van grotere slakken zoals die van de Spaanse wegslak (Arion vulgaris).